# Thomas Domian
Thomas Domian, född den 5 juli 1964 i Gelsenkirchen i Tyskland, är en tysk roddare.
Han tog OS-guld i åtta med styrman i samband med de olympiska roddtävlingarna 1988 i Seoul.